# Liste des titres musicaux numéro un aux États-Unis en 2003
Cette page liste les titres musicaux ayant le plus de succès au cours de l'année 2003 aux États-Unis d'après le magazine Billboard.

## Historique
| Date         | Artiste(s)                         | Titre                | Référence |
| ------------ | ---------------------------------- | -------------------- | --------- |
| 4 janvier    | Eminem                             | Lose Yourself        |           |
| 11 janvier   | Eminem                             | Lose Yourself        |           |
| 18 janvier   | Eminem                             | Lose Yourself        |           |
| 25 janvier   | Eminem                             | Lose Yourself        |           |
| 1er février  | B2K featuring P. Diddy             | Bump, Bump, Bump     |           |
| 8 février    | Jennifer Lopez featuring LL Cool J | All I Have           |           |
| 15 février   | Jennifer Lopez featuring LL Cool J | All I Have           |           |
| 22 février   | Jennifer Lopez featuring LL Cool J | All I Have           |           |
| 1er mars     | Jennifer Lopez featuring LL Cool J | All I Have           |           |
| 8 mars       | 50 Cent                            | In da Club           |           |
| 15 mars      | 50 Cent                            | In da Club           |           |
| 22 mars      | 50 Cent                            | In da Club           |           |
| 29 mars      | 50 Cent                            | In da Club           |           |
| 5 avril      | 50 Cent                            | In da Club           |           |
| 12 avril     | 50 Cent                            | In da Club           |           |
| 19 avril     | 50 Cent                            | In da Club           |           |
| 26 avril     | 50 Cent                            | In da Club           |           |
| 3 mai        | 50 Cent                            | In da Club           |           |
| 10 mai       | Sean Paul                          | Get Busy             |           |
| 17 mai       | Sean Paul                          | Get Busy             |           |
| 24 mai       | Sean Paul                          | Get Busy             |           |
| 31 mai       | 50 Cent featuring Nate Dogg        | 21 Questions         |           |
| 7 juin       | 50 Cent featuring Nate Dogg        | 21 Questions         |           |
| 14 juin      | 50 Cent featuring Nate Dogg        | 21 Questions         |           |
| 21 juin      | 50 Cent featuring Nate Dogg        | 21 Questions         |           |
| 28 juin      | Clay Aiken                         | This Is the Night    |           |
| 5 juillet    | Clay Aiken                         | This Is the Night    |           |
| 12 juillet   | Beyoncé featuring Jay-Z            | Crazy in Love        |           |
| 19 juillet   | Beyoncé featuring Jay-Z            | Crazy in Love        |           |
| 26 juillet   | Beyoncé featuring Jay-Z            | Crazy in Love        |           |
| 2 août       | Beyoncé featuring Jay-Z            | Crazy in Love        |           |
| 9 août       | Beyoncé featuring Jay-Z            | Crazy in Love        |           |
| 16 août      | Beyoncé featuring Jay-Z            | Crazy in Love        |           |
| 23 août      | Beyoncé featuring Jay-Z            | Crazy in Love        |           |
| 30 août      | Beyoncé featuring Jay-Z            | Crazy in Love        |           |
| 6 septembre  | Nelly, P. Diddy & Murphy Lee       | Shake Ya Tailfeather |           |
| 13 septembre | Nelly, P. Diddy & Murphy Lee       | Shake Ya Tailfeather |           |
| 20 septembre | Nelly, P. Diddy & Murphy Lee       | Shake Ya Tailfeather |           |
| 27 septembre | Nelly, P. Diddy & Murphy Lee       | Shake Ya Tailfeather |           |
| 4 octobre    | Beyoncé featuring Sean Paul        | Baby Boy             |           |
| 11 octobre   | Beyoncé featuring Sean Paul        | Baby Boy             |           |
| 18 octobre   | Beyoncé featuring Sean Paul        | Baby Boy             |           |
| 25 octobre   | Beyoncé featuring Sean Paul        | Baby Boy             |           |
| 1er novembre | Beyoncé featuring Sean Paul        | Baby Boy             |           |
| 8 novembre   | Beyoncé featuring Sean Paul        | Baby Boy             |           |
| 15 novembre  | Beyoncé featuring Sean Paul        | Baby Boy             |           |
| 22 novembre  | Beyoncé featuring Sean Paul        | Baby Boy             |           |
| 29 novembre  | Beyoncé featuring Sean Paul        | Baby Boy             |           |
| 6 décembre   | Ludacris featuring Shawnna         | Stand Up             |           |
| 13 décembre  | OutKast                            | Hey Ya!              |           |
| 20 décembre  | OutKast                            | Hey Ya!              |           |
| 27 décembre  | OutKast                            | Hey Ya!              |           |